# Велен-Спрінгс (Арканзас)
Велен-Спрінгс (англ. Whelen Springs) — місто (англ. town) в США, в окрузі Кларк штату Арканзас. Населення — 47 осіб (2020).

## Географія
Велен-Спрінгс розташований за координатами 33°49′59″ пн. ш. 93°7′34″ зх. д. / 33.83306° пн. ш. 93.12611° зх. д. (33.832999, -93.126023).  За даними Бюро перепису населення США в 2010 році місто мало площу 0,62 км², уся площа — суходіл.

## Демографія
Згідно з переписом 2010 року, у місті мешкали 92 особи в 32 домогосподарствах у складі 21 родини. Густота населення становила 149 осіб/км².  Було 40 помешкань (65/км²). 
Расовий склад населення:
| - 84,8 % — білих - 13,0 % — чорних або афроамериканців - 2,2 % — корінних американців |

До двох чи більше рас належало 0,0 %. Іспаномовні складали 2,2 % від усіх жителів.
За віковим діапазоном населення розподілялося таким чином: 33,7 % — особи молодші 18 років, 54,3 % — особи у віці 18—64 років, 12,0 % — особи у віці 65 років та старші. Медіана віку мешканця становила 32,5 року. На 100 осіб жіночої статі у місті припадало 100,0 чоловіків;  на 100 жінок у віці від 18 років та старших — 117,9 чоловіків також старших 18 років.
Середній дохід на одне домашнє господарство  становив 35 075 доларів США (медіана — 35 000), а середній дохід на одну сім'ю — 40 144 долари (медіана — 38 125). За межею бідності перебувало 30,2 % осіб, у тому числі 45,5 % дітей у віці до 18 років та 0,0 % осіб у віці 65 років та старших.
Цивільне працевлаштоване населення становило 24 особи. Основні галузі зайнятості: сільське господарство, лісництво, риболовля — 29,2 %, освіта, охорона здоров'я та соціальна допомога — 25,0 %, виробництво — 16,7 %, роздрібна торгівля — 12,5 %.